# 가토리급 전함

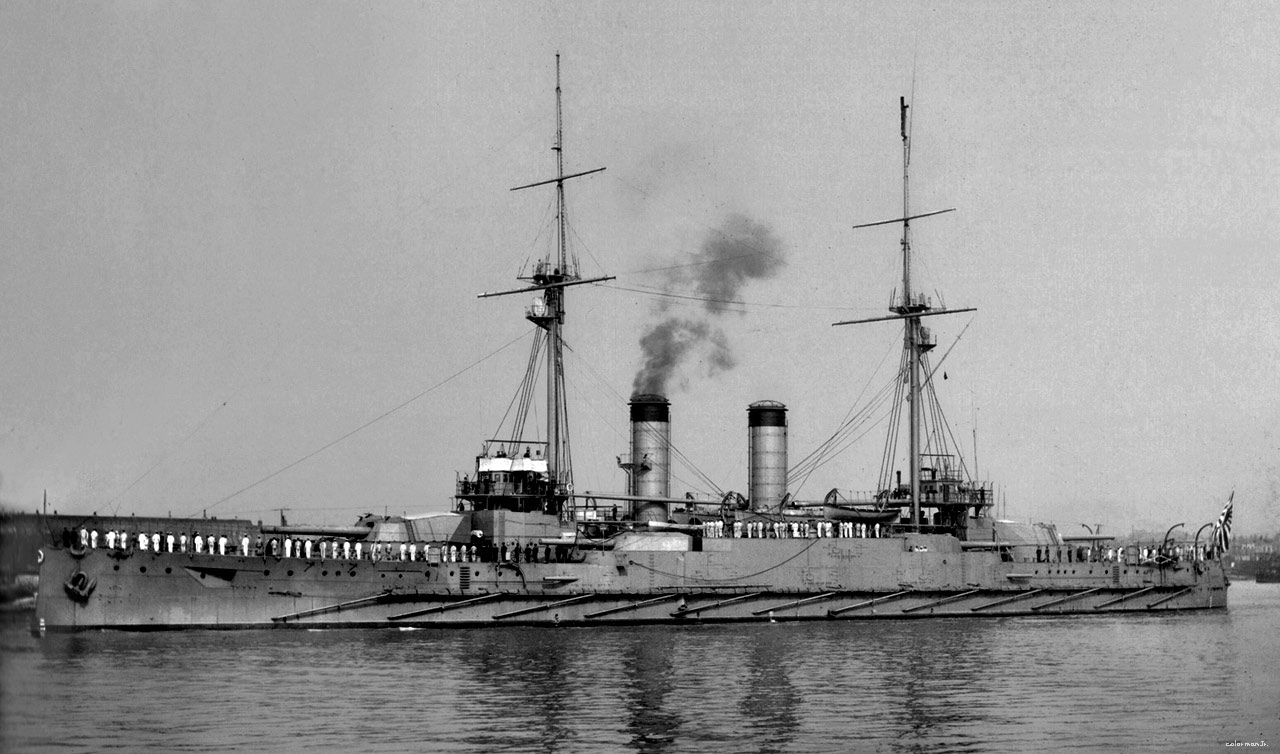

가토리급 전함(香取型戦艦)은 일본 제국 해군의 연합 드레드노트급의 구축함급이다. 동급함은 2척이 제작되었다.

## 개요
일본 해군은 러일 전쟁에 대비해 당시 영국에서 건조 중이던 킹에드워드7세급 전함을 바탕으로 비커스 사와 암스트롱 사에 신형 전함으로 가토리급을 주문하고 건조시켰다. 그러나 1904년에 가토리, 가시마를 기공했지만, 준공이 늦어서 러일 전쟁에 양함 모두 투입되지 못하고 전쟁이 끝난 후 1906년에 준공을 하게 된다.
준공 시에는 영국에서 최신예 전함인 드레드노트가 진수되었기 때문에, 가토리급은 태어날 때부터 이미 구식이 되어 버린 상태였다. 그후 얼마동안 주력함이 되었지만, 1923년 워싱턴 해군 군축 조약에 의해 두 척 모두 폐함으로 해체되었다. 이 중 가시마의 포탑은 육군 크레인선 세슈마루에 의해 도쿄 만 요새 지요가 곶 포대에 운반되어 현지에서 요새포로 활용됐다.